# Colostethus ucumari
Colostethus ucumari es una especie de anfibio anuro de la familia Dendrobatidae.

## Distribución geográfica
Esta especie es endémica del departamento de Risaralda en Colombia. Habita entre los 2100 y 2500 m de altitud en la Cordillera Central. Esta especie vive en el bosque nuboso.

## Etimología
Se le dio el nombre de su especie en referencia a la ubicación de su descubrimiento, el parque natural Regional de Ucumarí.

## Publicación original
- Grant, 2007 : A new, toxic species of Colostethus (Anura: Dendrobatidae: Colostethinae) from the Cordillera Central of Colombia. Zootaxa, n.º 1555, p. 39-51.[5]